# Борисові камені

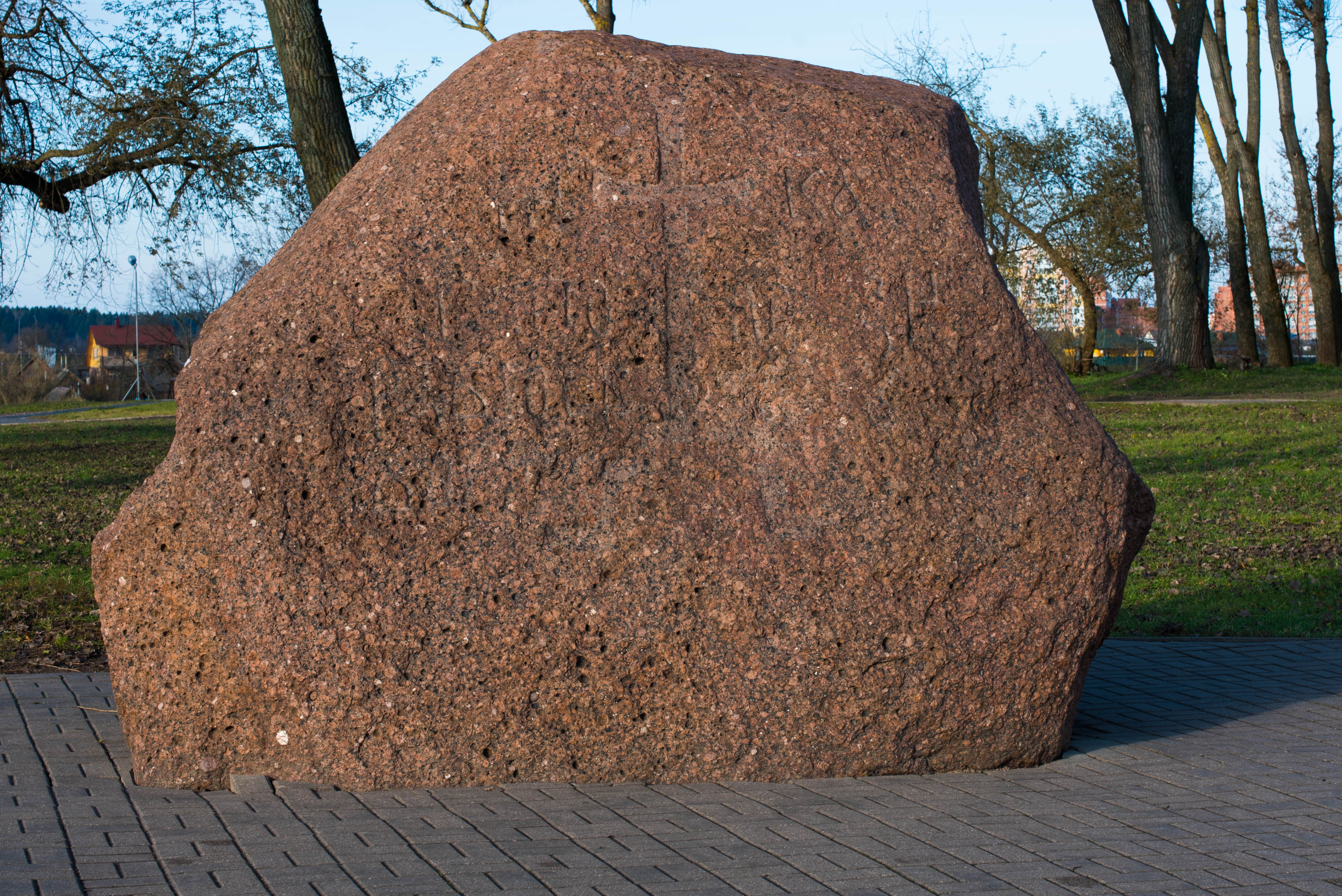
Борисів камінь біля Софійського собору в Полоцьку

Борисові камені — монументальні пам'ятники руської епіграфіки XII століття. У Білорусі знайдено 7 великих валунів із вирубаними на них 6-кінцевими хрестами й написами. Більшість каменів містилися в руслі Західної Двіни чи на її берегах.
Пов'язуються з діяльністю князя Бориса Всеславича в 1-й третині XII століття. Запропоновано декілька версії з якою метою було зроблено хрести й написи. Збереглися 4 пам'ятника-каменя, інші зруйновані в першій половині XIX ст. і в 1930-і роки.

## Перелік каменів

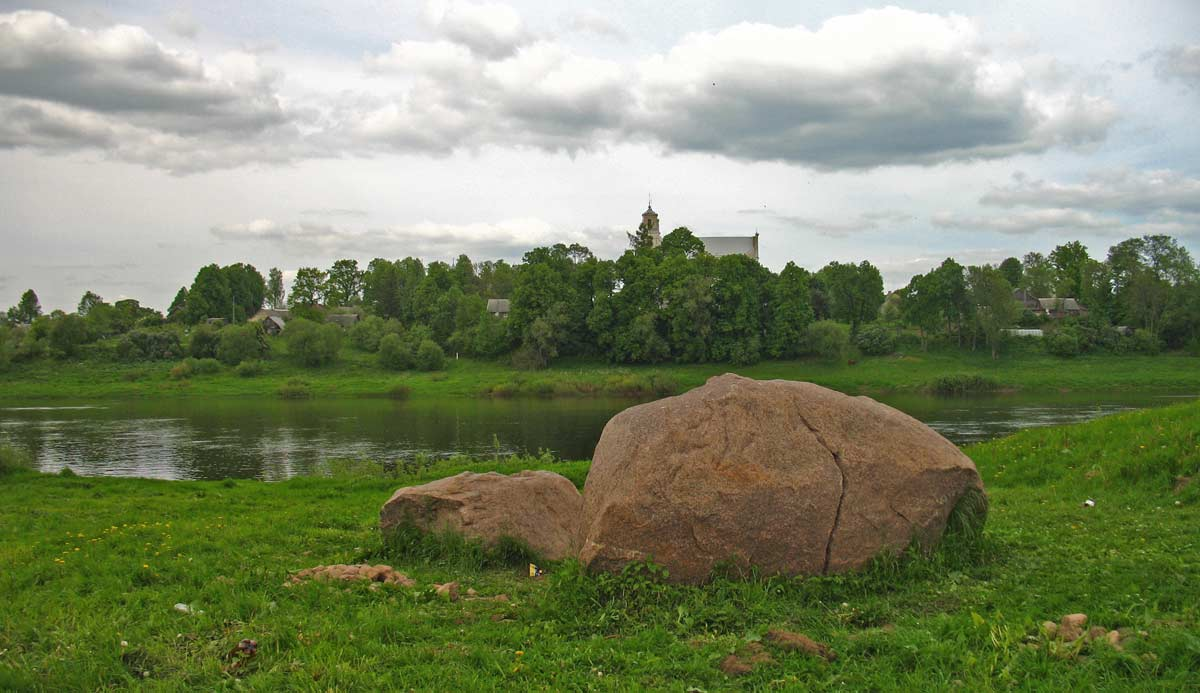
Камінь біля села Друя

Борисів камінь біля села Подкостельці, також відомий у місцевого населення як «Барис-Гліб» або «Барис-Хлєбнік». Це великий (довжина 3,5 м, ширина 2,6 м, висота 2,3 м) червонуватий польовий шпат, на якому зображено чотирикінцевий хрест на триступінчастій Голгофі та напис: ХС НИ КА ГИПО / МОЗИ РАБЮСВ / ОЕМУ БОРІСУ («Господи Христе Ніко, поможи рабу Твоєму Борису»). Камінь виступав з води приблизно в день пам'яті святих князів Бориса і Гліба (24 липня), коли рівень води знижувався і починалися жнива. На камені лишали буханець хліба. Камінь безуспішно намагалися витягти з води в 1889 році, щоб поставити на площі в Полоцьку. В 1981 році, коли передбачалося, що рівень води підніметься в результаті будівництва Даугавпілської ГЕС і поховає камінь, його витягли з річки і встановили на березі Західної Двіни біля Софійського собору в Полоцьку.
Борисів камінь Дісни біля села Наковники, знаний як «Писанка» та «Борісоглєбскій». Валун із сіруватого граніту лежав на мілині біля правого берега Дісни поблизу села Наковники. Його намагалися підірвати в 1818 році у зв'язку з роботами з поліпшення судноплавства на Західній Двіні, але вдалося лише відколоти декілька шматків з верхівки. Верхня половина висіченого на камені хреста в результаті втрачена. Близько 1880 року його сфотографував М. Ф. Кустинський і відколов верхній шматок, на якому збереглася частина напису. Повний напис на камені: НИ КА ГIП(М)ОЗI / РАБуСВО / ЕМуБО / РИСОУ («Господи Ніко, поможи рабу твоєму Борису»). В 1939 році камінь підірвали радянські солдати, наступаючи на Польщу.
Борисів камінь Дісни біля села Болотки. Це був найбільший з Борисових каменів, сірий гранітний валун заввишки близько 2 м. Лежав посередині річки неподалік від другого каменя, іноді цілком опиняючись під водою. Зображення на камені складалося з шестикінцевого хреста з вензелями Ісуса Христа на шоломоподібній або напівсферичній Голгофі з малюнком всередині, ймовірно, «Адамової голови». Напис на камені був: ІС ХС НИ КА ГИПОМО ЗИ Р..У ліворуч від хреста і СВОіе. У БОР..У — праворуч від хреста. Таким чином, напис повідомляв  «Ісусе Христе Ніко Господи, поможи рабу Твоєму Борису». За свідченнями Олексія Сапунова, напис було виконано майстерніше, ніж на інших каменях, і, за винятком деяких літер, знищених часом, він легко читався. Як і попередній, камінь був підірваний радянськими військами у 1939 році, коли вони наступали на Польщу.
Борисів камінь біля села Високий Городець, також «Високагарадзкі камєнь», «Кравєц», «Степан». Це брила червоного граніту майже прямокутної форми. Напис з трьох країв являв собою різьблений хрест і слова: «Боже помагай рабу своєму Борису». В 1884 році його намагалися розбити для виготовлення жорен, але валун дав тріщини, і це врятувало його від повного руйнування. В 1897 році над каменем, що лежав неподалік від церкви при дорозі на село Петраші зведена каплиця. Місцева поміщиця наказала вибити на камені біля старого напису свої ініціали: Н. К. (Неєпа Камінська). У 1936 році камінь підірвали, а його уламки використали для будівництва траси Мінськ-Москва.
Борисів камінь біля села Друя чи Спаський камінь. Знайдений Олексієм Сапуновим у 1896 році, значно пізніше за всі інші подібні камені. Під час мілководдя історик скопіював напис і зображення хреста. Оскільки камінь знайдений біля Спаської церкви, він отримав назву Спаський камінь. Це коричневий камінь. Наприкінці 1920-х років під час ліквідації льодового затору, він був пошкоджений вибухом. У 2002 році зусиллями місцевої влади його витягли з річки і відтоді він лежить на березі в селі Друя. Основна частина напису «Боже помагай рабу своєму Борису» розміщена не симетрично, а лише зліва від хреста. Звідси припущення, що праворуч був напис, подібний за кількістю слів (можливо, молитовне прохання). Ймовірно цю частину каменя зруйнувала крига, що в 1930-х роках затягнула валун у глибину річки. На камені є зображення шестикінцевого хреста з розширеними кінцями та напис: ІС ХС НИ КА ГІПОМОЗИ РАБОУ (С) ВОЕМУ, «Ісусе Христе Ніко. Господи, поможи рабу Т(С)воєму…».

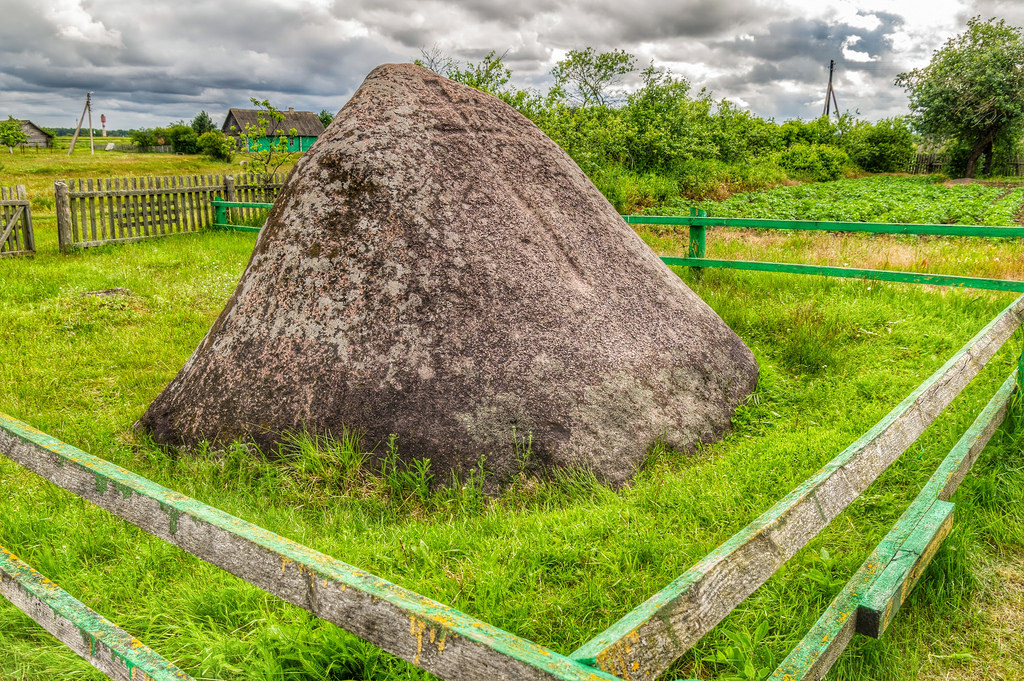
Варацашинський хрест

Варацишинський камінь або Варацишинський хрест (криж). Стоїть донині в центрі села Варацишин в саду приватного будинку за 100 м від правого берега річки Валля. Камінь червоного кольору, дзвоноподібної форми заввишки 1,9 м. Напис нечіткий, але видно зображення шестикінцевого хреста майже на всю висоту каменя. Напис: ІС ХС НИКА БОРОТИШИНЪ ХРЬСТЪ. Ліворуч знизу також є букви, але їх неможливо прочитати. На зворотному боці каменя теж є нечіткий напис.
Суліборський хрест. Традиційно зараховується до Борисових каменів, але відрізняється змістом напису на ньому. Це найменший із Борисових каменів, червоний гранітний валун, розташований біля третього Борисового каменя. Зображення складається з хреста з дещо розширеними кінцями на шоломоподібній Голгофі та напису в два рядки: СУЛІ БОРЪ зліва від хреста і ХРЬ СТЪ праворуч. Сенс напису точно не встановлений, ймовірно літери вирізьбили після смерті князя Бориса. В 1879 році за наказом графа Уварова М. Ф. Кустинський відвіз камінь до Москви в музей Московського археологічного товариства. Пізніше камінь перемістили в Історичний музей, а потім у Московський музей-заповідник.
Рагволодів камінь, також Барисаглєбскій або Аршанскій. Стояв біля села Дзятлавка Оршанського району. Це брила темного кольору, знайдена 1792 року. Форма нагадувала паралелепіпед зі злегка скошеними закругленими кутами. Довжина сягала 2,4 м. 3 метою збереження каменя в 1807 році над ним збудовано Борисаглібську церкву, зруйновану в 1812 році французами армії Наполеона. В 1830 році її відбудували, але після 1913 року доля каменя невідома. Можливо, зруйнований наприкінці 1930-х років під час будівництва шосе Москва-Мінськ. На камені було зображення шестикінцевого хреста на двоступеневій Голгофі та напис по колу: ІС ХС НИ КА ВЪ ЛЬ SXОѲ МЦА МАИѦ ВЪ ДНЬ ДОСПЕНЪ КРЪ СИІ ГИ ПОМОЗИ ..БY СВОЕМY ВАСИЛИЮ В КЩЕНІІ ІМЕНЕМЬ РОГВОЛОДY СНY БОРИСОВY, що можна прочитати так: «Року 6679 (1171) цей хрест поставлений 7 травня. Поможи, Господи, рабу Твоєму Василію в хрещенні Рагволода, сина Борисового». Слова «сина Борисового» не входили в коло літер, а займали місце в центрі біля хреста. Можливо, спершу це був язичницький камінь, частина дольмена. Місцева легенда стверджує, що раніше камінь своїми обрисами нагадував тварину, мав голову і чотири ноги. Одного разу мірошник Марусевич із Рудного збив голову, щоб зробити з каменя жорна. Проте жорна змололи все господарство мірошника та його самого з родиною.
Камінь Святополка-Олександра. Містився біля міста Креславка (нині Креслава на території Литви). Підірваний у 1818 році під час розчищення русла Західної Двіни. Про напис на цьому камені майже нічого не відомо, крім згадки про якогось Святополка й Олександра. Переписаний текст «Да не ɣбоітся дɣша моѧ врага моего ѧкоc твердою рɣкою десницы отросль Свѧтополка Александръ» ймовірно неточний.
Інші камені. Як зазначав Олексій Сапунов, були відомості про великий камінь у Вітебську навпроти Успенського собору з зображенням хреста. Олександр Сементовський називав його «Йосафатів камінь», але походження цієї місцевої назви встановити не зміг. За свідченням Сапунова, він знайшов  камінь з глибоко висіченим шестикінцевим хрестом, але без напису посередині Двіни біля села Забіжжя. Він згадував про інші численні камені з хрестами «біля Ашерадена» (нині Айзкраукле в Латвії).

## Призначення

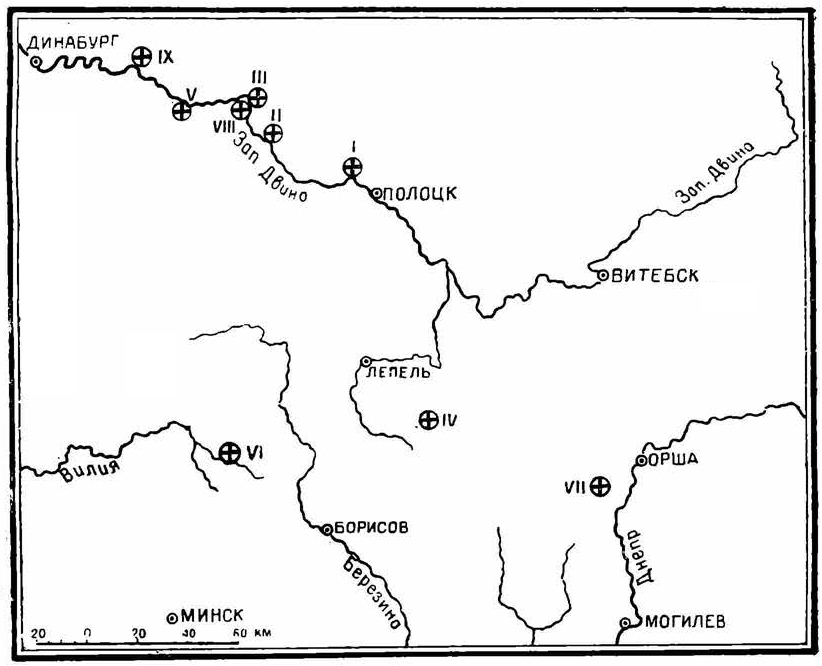
Розташування каменів

Призначення каменів достеменно не зрозуміле. Різні дослідники запропонували такі версії:
- Борисові камені — це знаки подяки Богу за успішну доставку будівельних матеріалів по Двіні з Лівонії. Цю версію запропонував польський історик Мацей Стрийковський[2]. На початку XII ст. в Полоцьку справді велися великі будівельні роботи: спорудження монастиря й церкви святих Бориса і Гліба, Преображенського монастиря і церкви Святого Спаса. Однак, на думку інших істориків, цеглу, вапно та інші матеріали добували і виготовляли в самому Полоцьку та його околицях, і не було потреби возити їх водним шляхом по Двіні.
- Камені позначали кордон Полоцького князівства. Автором цієї версії є Константин Тишкевич. Однак інші історики зазначають, що камені розташовувалися здебільшого в руслі Західної Двіни майже на всій її течії, на віддалі від кордону[1].
- Камені спершу були святинями в язичницьких капищах, а хрест і написи на них висічені під час християнізації населення. Першим таку тезу висунув генерал Канкрін у листі до графа Румянцева. Практика «хрещення» язичницьких священних каменів шляхом розміщення на них християнських символів або використання їх для будівництва храмів була доволі поширена[1].
- Написи на каменях робили в голодні роки в надії отримати Божу прихильність і хороший урожай. Автором цієї версії є Борис Рибаков. На його думку, голод 1127 року спонукав полоцького князя Бориса «охрестити» кілька язичницьких каменів у надії отримати Божу допомогу[3].
- Написи на каменях призначалися забезпечити успішне судноплавство по Двіні. Так вважав російський історик Олексій Сапунов з огляду на те, що деякі камені, знайдені на берегах, первісно містилися в воді, коли русло Двіни пролягало інакше[1].

## Дослідження
Польський історик XVI ст. Мацей Стрийковський приписував створення каменів Борису Гінвілловичу. У своїй «Хроніці польській…» (1582) він писав: «Явне свідчення [благочестя Бориса, князя полоцького] знайде кожен і нині: це — камінь, що підноситься з Двіни, за одну милю від нинішнього, заснованого на нашій пам'яті, міста Дісни і за сім миль від Полоцька, між Дріссою та Дісною, якщо плисти донизу, до Риги; на цьому камені є хрест, посічений за руським взірцем, під ним напис цього князя Бориса, руськими письменами: „Поможи, Господи, рабу своєму Борису, сину Гінвіловому“».
У 1818 році за розпорядженням влади проводилися роботи з очищення русла Двіни для полегшення судноплавства. Генерал Канкрін надіслав лейтенанту Дебораку листа з наказом повідомити йому про знайдені камені з написами, два каменя вже знищили. Однин з них місцеве населення називало «Борис-Гліб». Опис каменів зберігся в звітах, генерал Канкрін надіслав їх у листах петербурзькому меценату і колекціонеру творів мистецтва графу Миколі Румянцеву.
Ще чотири каменя в 1842 році були описані в журналі Рубона А. Платера. У 1846 році в журналі «Витебские губернские ведомости» з'явився ще один опис, однак, з помилками. У 1890 році вийшла праця Олексія Сапунова «Двинское или Борисовы камни». У цій роботі не тільки зібрано відомості про камені, а й містяться їх малюнки. У 1894 році під час експедиції до Вітебської губернії Сапунов виявив нові камені. Їх опис з'явився в 81 номері «Витебских новостей». Інший камінь він виявив у Друї на лівому березі Даугави, нижче гирла річки Друйка, і ще камінь на березі річки Неріс. Його опис містився в книзі Константина Тишкевича «Wilia i jej brzegi», але Сапунов, завдяки гмінному письменнику Ф. Коцело, очистив камінь від моху та прочитав напис.
У 1960-х роках дослідження матеріалів, пов'язаних з каменями, проводив російський історик Борис Рибаков. Він розробив гіпотезу про те, що це спершу були священні камені язичників, на яких у голодні роки християнської епохи висікали написи в надії на Божу допомогу.
Борисів камінь поблизу села Підкостельці витягли з річки 1981 року. Місцеві жителі намагалися зробити це ще наприкінці ХІХ століття, але валун виявився надто великим. Камінь потім встановили біля Софійського собору в Полоцьку. Інші Борисові камені перебувають у Браславському та Логойському районах Білорусі, а також у Москві.

## Галерея

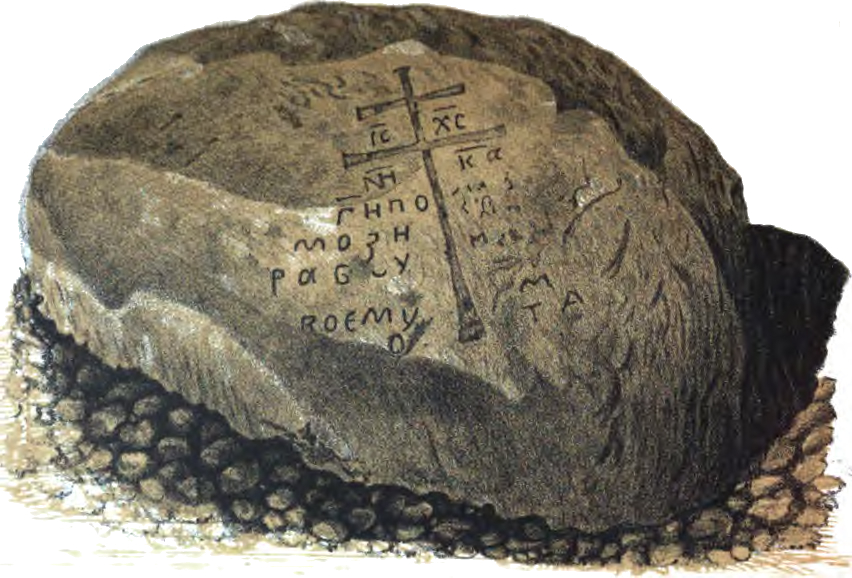
Біля Друї з малюнка Олексія Сапунова
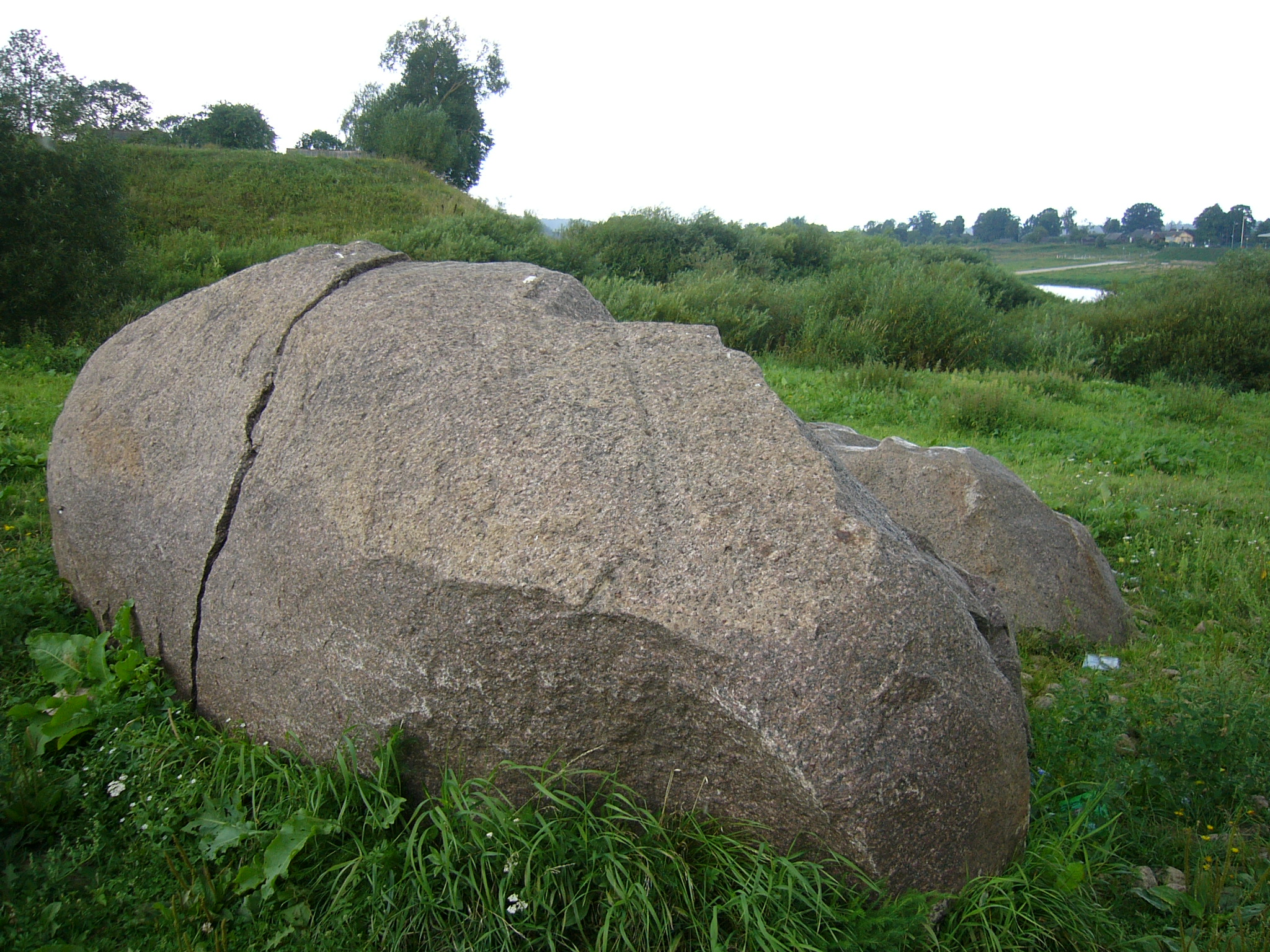
Біля Друї, наш час
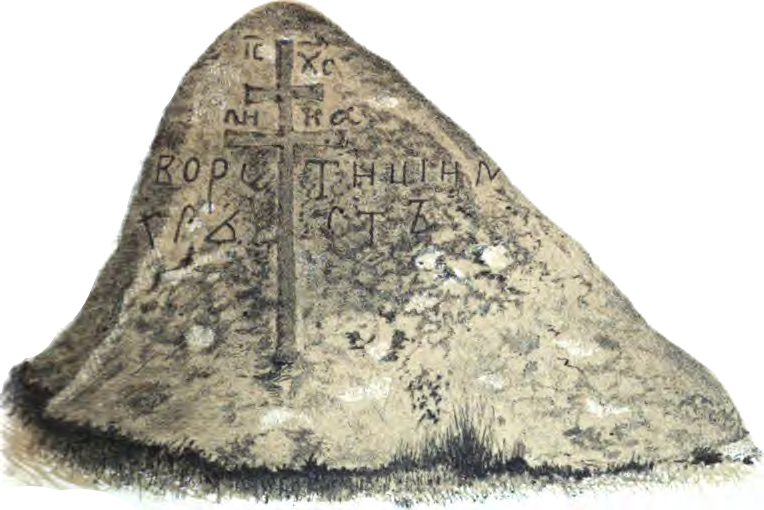
Камінь «Варацішин криж» біля ріки Вялля (Камена)
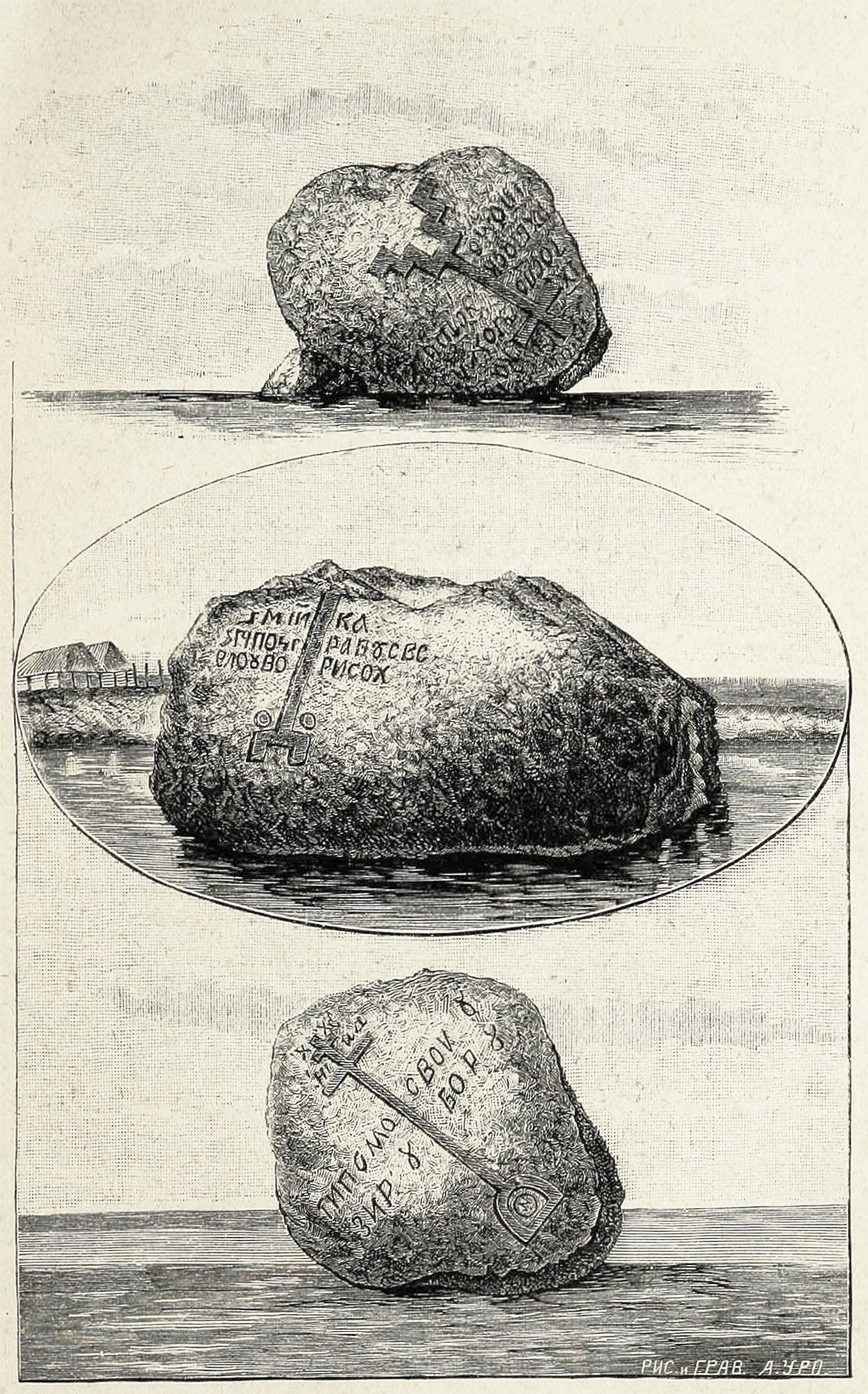
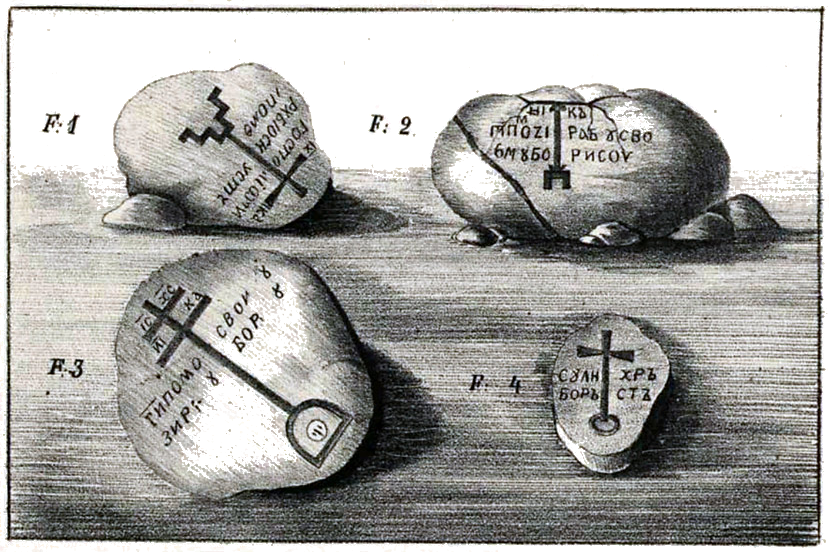
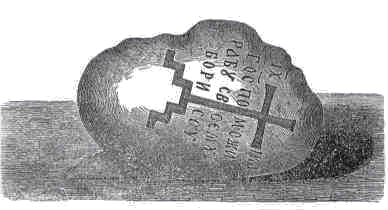
Полоцький камінь
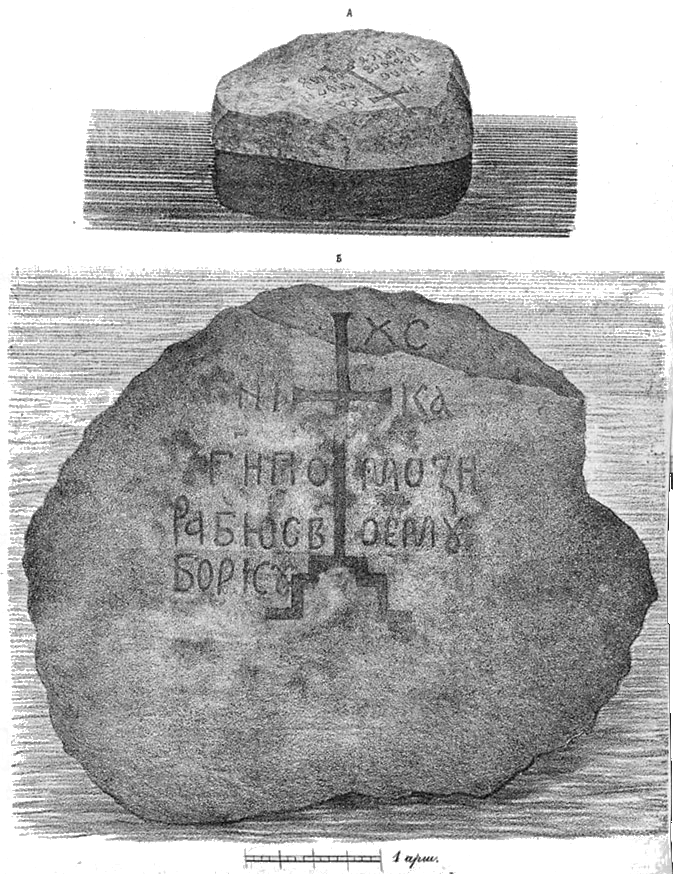
Полоцький камінь
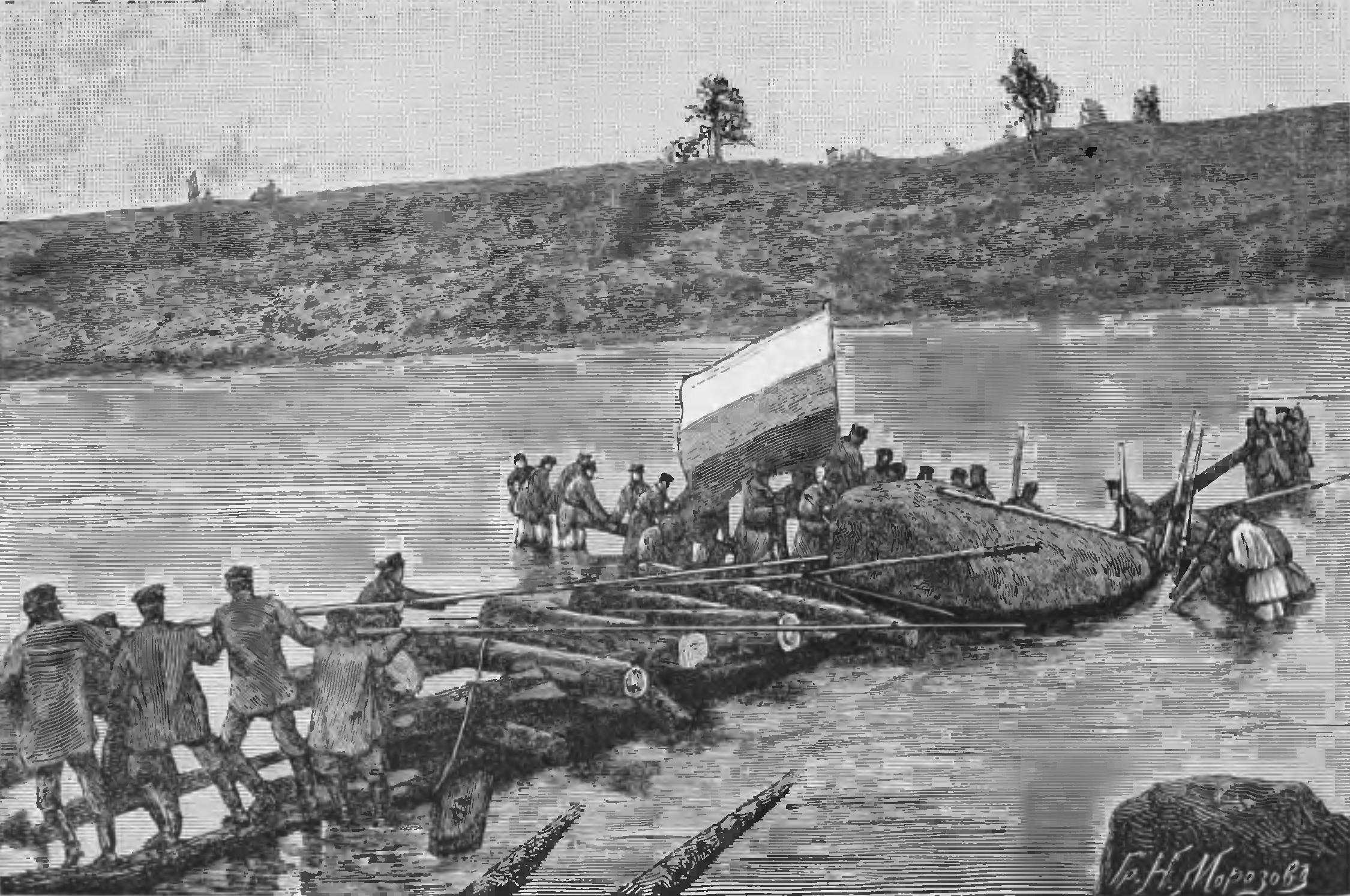
Спроба витягти полоцький камінь
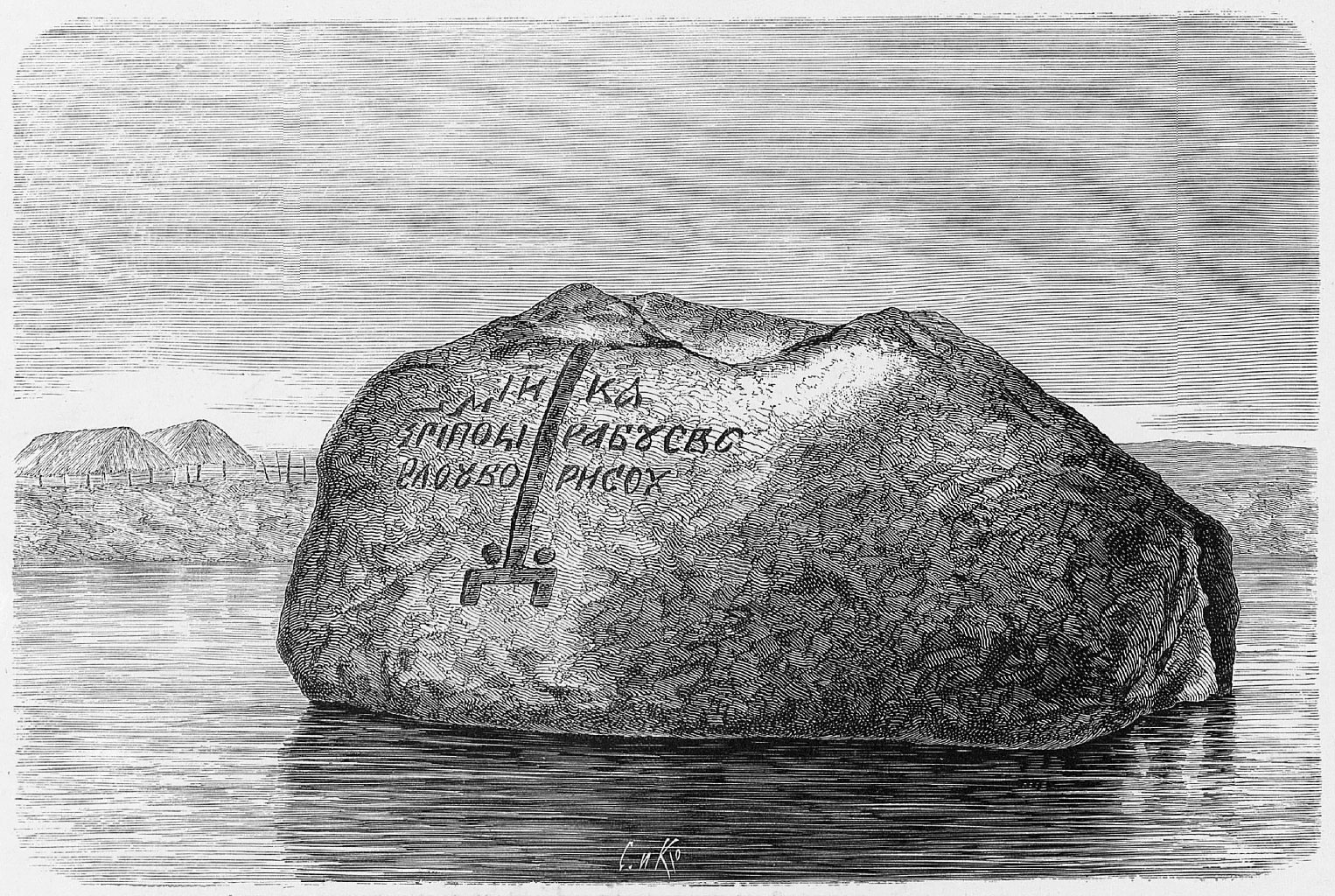
Камінь з Дісни (перший)
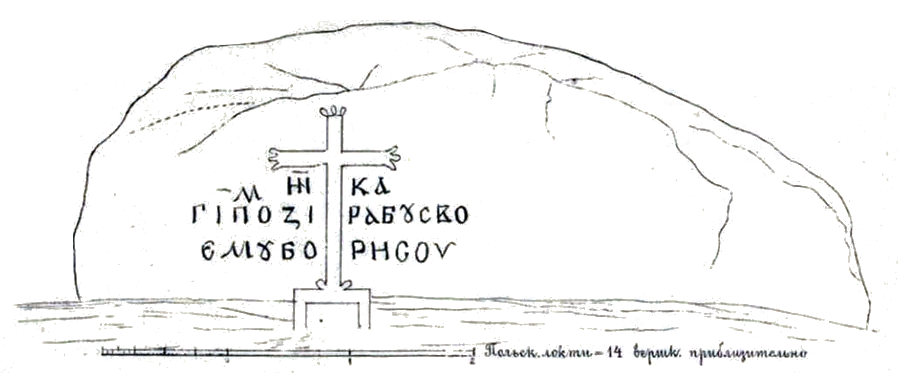
Камінь з Дісни (перший)
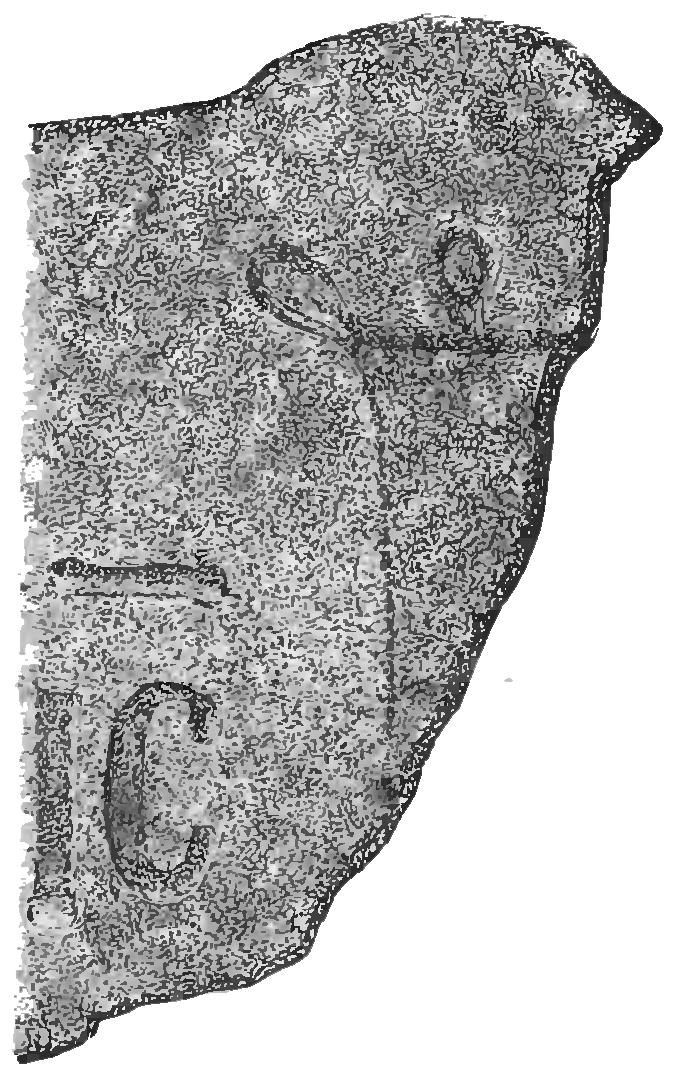
Камінь з Дісни (перший)
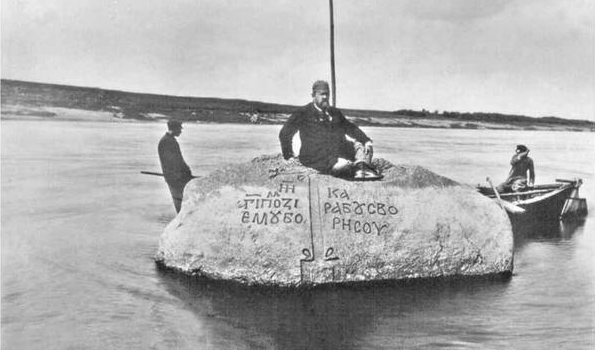
Камінь з Дісни (перший)
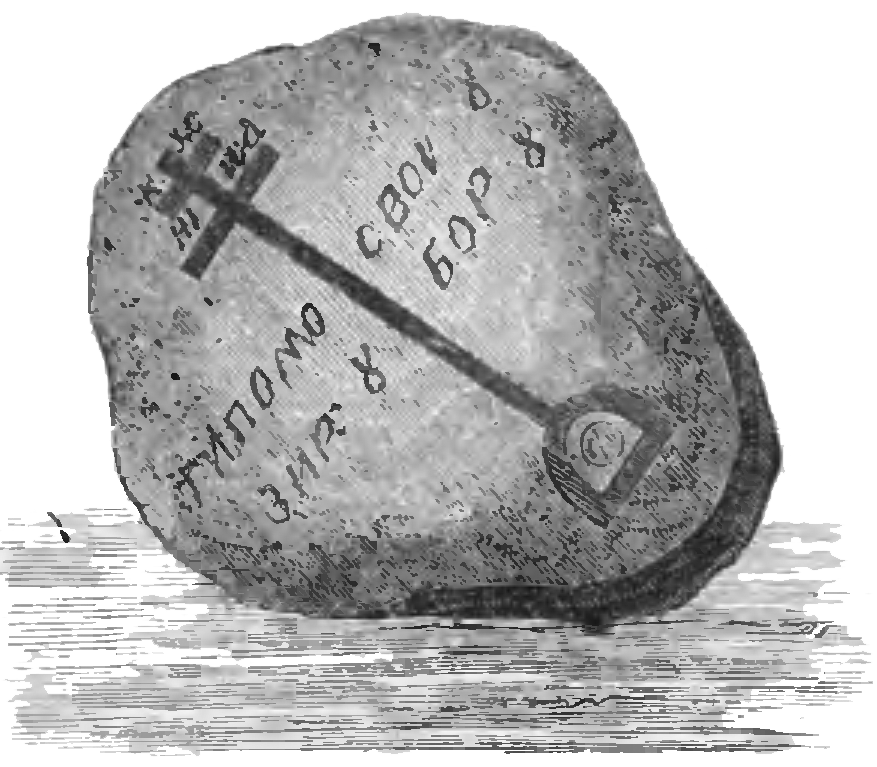
Камінь з Дісни (другий)
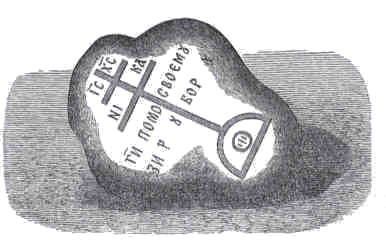
Камінь з Дісни (другий)
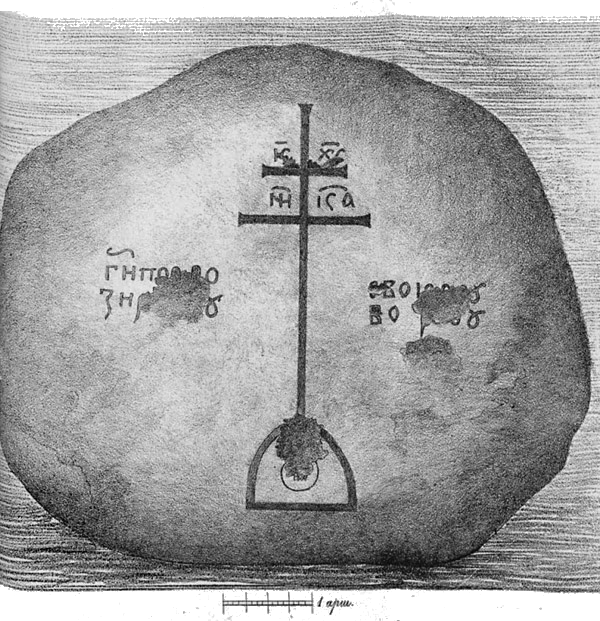
Камінь з Дісни (другий)
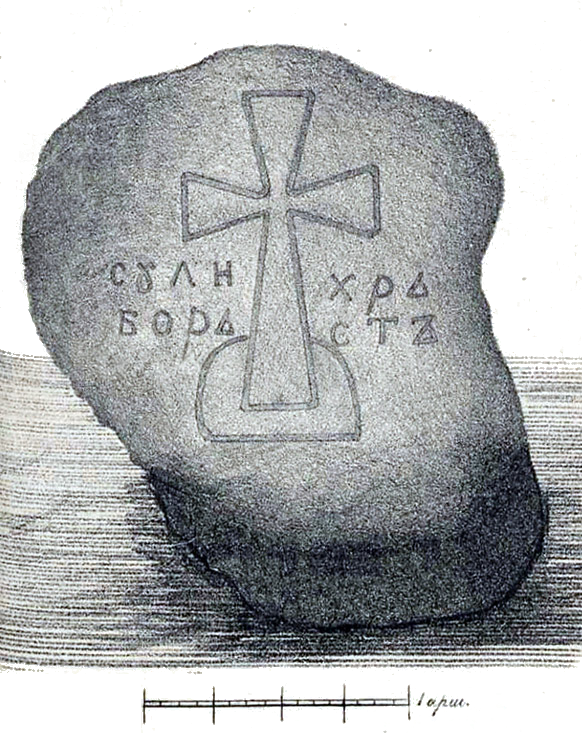
Камінь «Сулиборь хрьстъ»
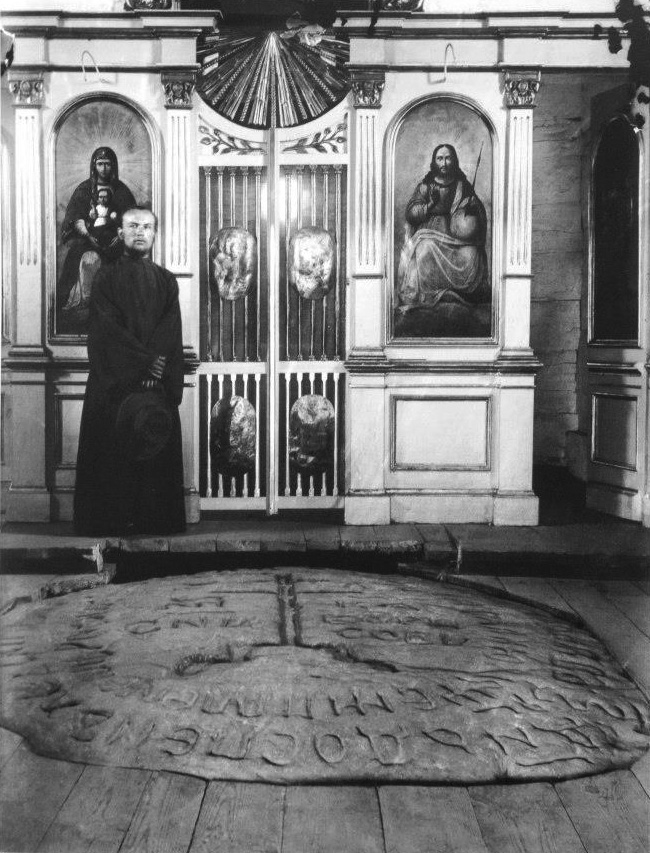
Рогволодів камінь
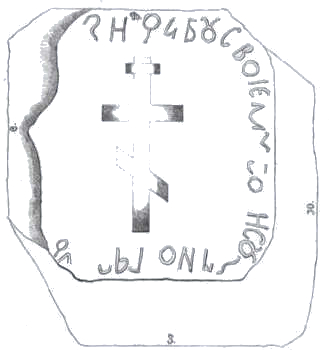
Городецький камінь
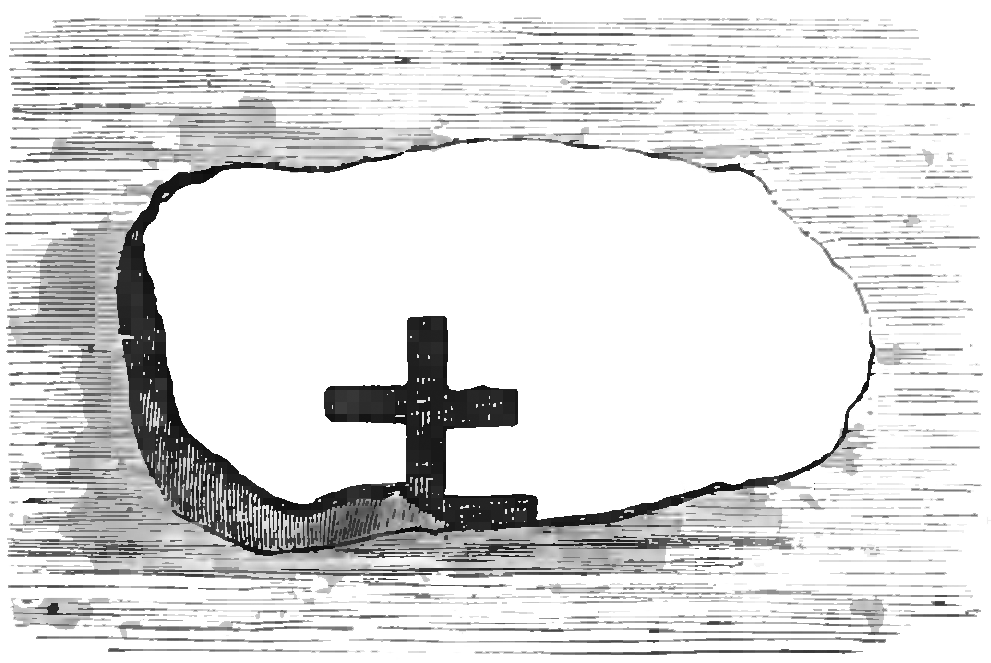
Йосафатів камінь
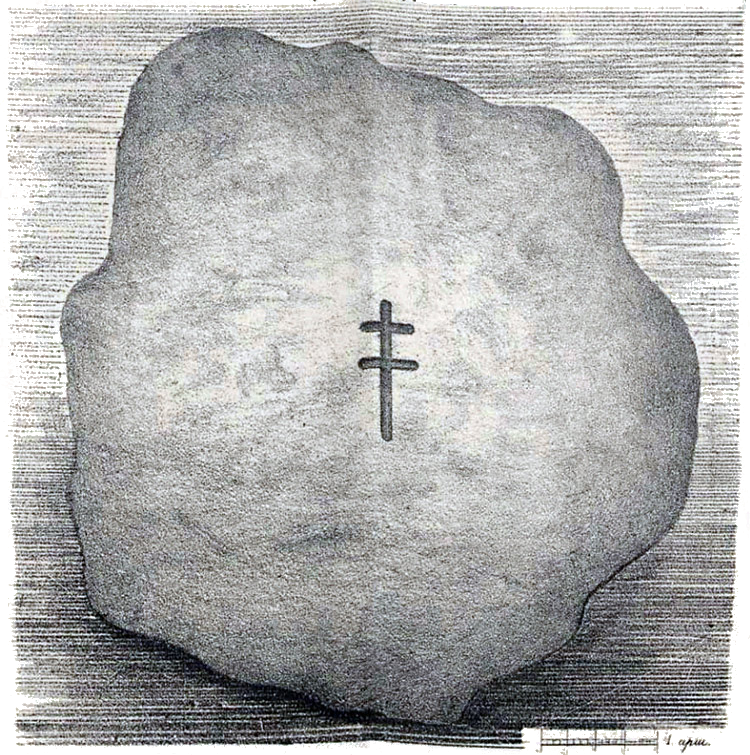
Камінь з Забежья